# Стахановвугілля
«Стахановвугілля» — вугледобувне підприємство, що об'єднувало вугільні підприємства Міністерства палива та енергетики (центр — місто Кадіївка Луганської області, Україна). Це підприємство надавало матеріально-техтічну, проектну, ремонтно-будівельну допомогу вуглевидобувним підприємствам в районі міст Кадіївка, Брянка, Сокологірськ Луганської області. Раніше це підприємство було вуглевидобувною шахтою.
Всі вугільні шахти об'єднання зачинились відповідно до програми ліквідації неперспективних шахт.
- в 1996 році:
  - імені Ілліча,
  - «Центральна-Ірміно»,
  - «Замковська»,
  - «Брянковська»,
- в 1997 році:
  - «Максимовська»,
  - «Луганська»,
- в 1998 році:
  - «Бежановська»,
- в 1999 році:
  - «Голубовська».

Інвестор шахти — компанія «Інтер-інвест» (м. Донецьк).